# Gare de Dingé
Ne doit pas être confondu avec Gare de Dangé.
La gare de Dingé est une gare ferroviaire française de la ligne de Rennes à Saint-Malo - Saint-Servan, située au lieu-dit Le Pas d'Ille (dit aussi le Passage d'Ille) à environ 2 km, par la route départementale 20, du bourg centre de la commune de Dingé, dans le département d'Ille-et-Vilaine en région Bretagne.
Elle est mise en service en 1864 par la compagnie des chemins de fer de l'Ouest. 
C'est une halte voyageurs de la Société nationale des chemins de fer français (SNCF), desservie par des trains express régionaux TER Bretagne.

## Situation ferroviaire
Établie à 63 mètres d'altitude, la gare de Dingé est située au point kilométrique (PK) 406,854 de la ligne de Rennes à Saint-Malo - Saint-Servan, entre la gare de Montreuil-sur-Ille et la gare de Combourg.

## Histoire
Le passage à niveau 17 est créée et mis en service par la compagnie des chemins de fer de l'Ouest le  27 juin 1864, lorsqu'elle inaugure la ligne entre Rennes et Saint-Malo. La maison du garde barrière devient, plus tard, une halte, avant de devenir une « vraie gare » en 1931.

## Fréquentation
De 2015 à 2023, selon les estimations de la SNCF, la fréquentation annuelle de la gare s'élève aux nombres indiqués dans le tableau ci-dessous.
| Année           | 2015   | 2016   | 2017  | 2018  | 2019   | 2020  | 2021  | 2022   | 2023   |
| --------------- | ------ | ------ | ----- | ----- | ------ | ----- | ----- | ------ | ------ |
| Voyageurs seuls | 11 021 | 11 056 | 9 641 | 9 997 | 11 488 | 7 880 | 9 842 | 12 371 | 12 782 |

## Service des voyageurs

### Accueil
Halte SNCF c'est un point d'arrêt non géré (PANG),  équipé de deux quais avec abris. Un parking pour les véhicules est aménagé.

### Desserte
Dingé est desservie par des trains TER Bretagne de la ligne no 13, circulant entre Rennes, Dol-de-Bretagne et Saint-Malo.